# Jentaj
Jentaj (kínaiul 烟台) prefektúra szintű város Kínában, Santung tartományban. Lakosainak száma 7 102 116 fő (2020).

## Népesség
| 2010 | 6 968 202 |
| 2020 | 7 102 116 |

## Testvérvárosok
- Quimper
- Angers
- San Diego
- Omaha
- Örebro község
- Mijako
- Kunszan
- Burgasz

## Lásd még
- Pohaj-tengeri alagút